# Richard Bradley

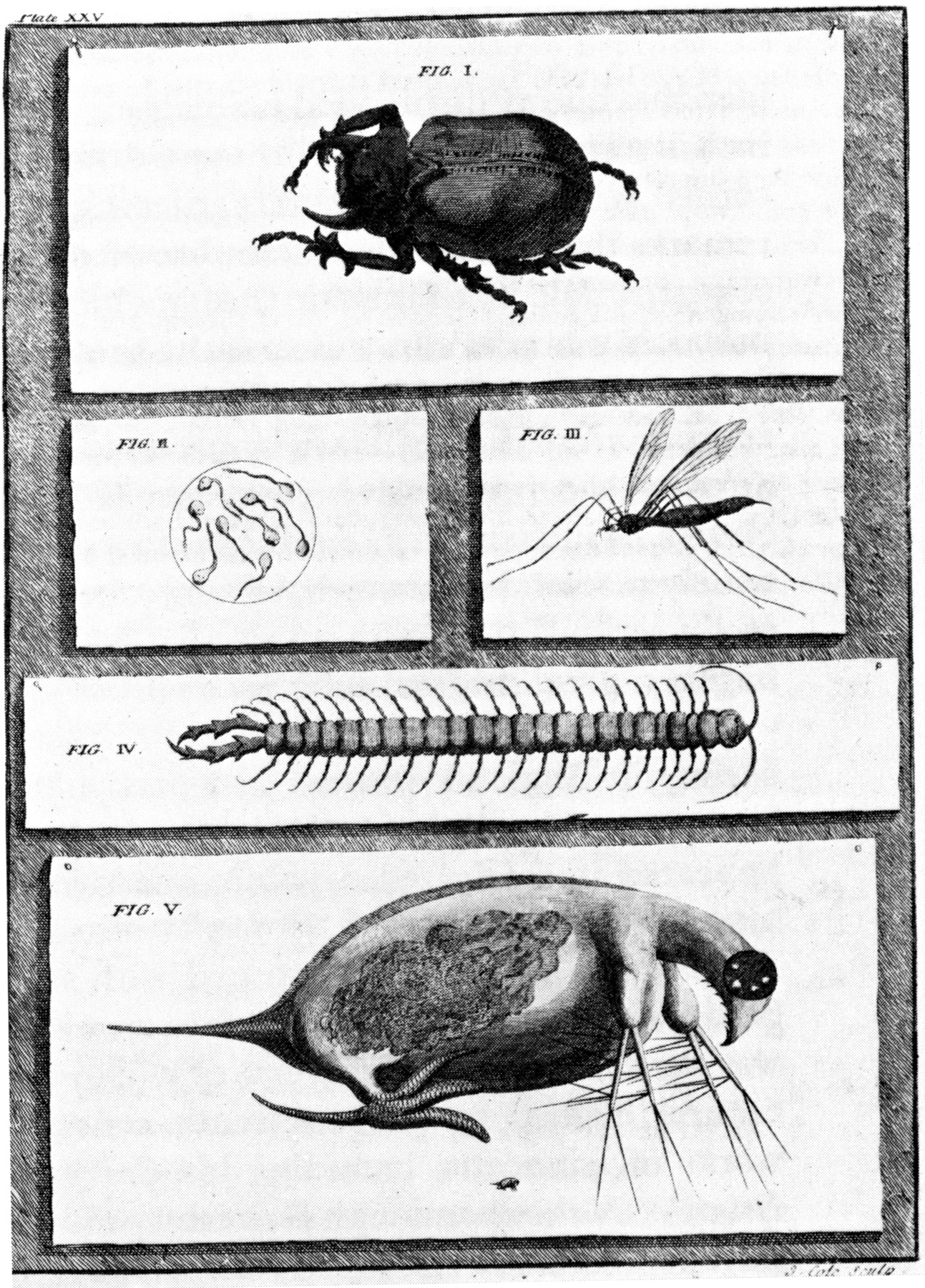
Insectos y animalículos de las aguas del Támesis, al microscopio por R. Bradley (plancha extraída de Philosophical Account of the Works of Nature

Richard Bradley, ( 1688 - 5 de noviembre de 1732, Cambridge) fue un naturalista, escritor inglés.
En 1724 Bradley deviene profesor de botánica en la Universidad de Cambridge; dando cursos de medicina en 1727.
Miembro de la Royal Society en 1712, se interesa en la generación de las plantas y en la anatomía vegetal.

## Algunas publicaciones
Publica más de veinte publicaciones entre 1716 a 1730 principalmente consagradas a la agricultura y la horticultura :
- 1710. A Treatise on Succulent Plants
- 1717. New Improvements of Planting and Gardening both Philosophical and Practical, muy reeditado hasta 1731.
- 1717. The History of Succulent Plants
- 1723. A General Treatise on Husbandry and Gardening
- 1725. A survey of Ancient Husbandry and Gardening Collected from the Greeks and Romans
- 1726. A General Treatise of Husbandry & Gardening: Containing a New System of Vegetations. Ilustrated with many observations & experiments; obra de 2 vols. de los cuales, el primero en el Capítulo XI desde la página 215 a 262 habla de las abejas melíferas. El volumen I pdf 18.975 kb
- 1727. The country gentleman and farmer’s monthly director: Containing necessary instructions for the management and improvement of a farm, in every month of the year. ... With several particulars relating to the improvement of bees. Dublin, impreso × S. Powell para George Ewing
- 1729. The Riches of a Hop Garden Explained
- 1747. A Dictionary of Plants, Their Description and Use

## Bradley y la apicultura
El primer tema habla de Un conteo de abejas, Sobre las distintas especies de abejas, Descripción de la abeja, Sobre las celdas estructuras y panales, Sobre la generación de abejas, Cuantas abejas en los panales, Sobre la miel, sobre los zánganos.
Extracto del Cap. XI abejas; pp. 215-262, total 51 pp. volumen I, 2.210 kb

## Honores

### Epónimos
Género
- (Violaceae) Bradleya Kuntze[1]

Especies
- (Aspleniaceae) Asplenium bradleyi D.C.Eaton[2]
- (Aspleniaceae) Chamaefilix bradleyi Farw.[3]
- (Cactaceae) Melocactus bradleyi Suringar[4]
- (Cactaceae) Opuntia bradleyi G.D.Rowley[5]
- (Poaceae) Cynodon bradleyi Stent[6]

- La abreviatura «Bradley» se emplea para indicar a Richard Bradley como autoridad en la descripción y clasificación científica de los vegetales.[7]

## Fuente
- Wiki culturaapicola (enlace roto disponible en Internet Archive; véase el historial, la primera versión y la última).; y traducciones de los Arts. en lenguas inglesa y francesa de Wikipedia